# Anacard
L'anacard (Anacardium occidentale) és un arbre fruiter perennifoli tropical de la família de les anacardiàcies, inclosa dins l'ordre de les sapindals. Produeix un fals fruit situat sobre la llavor. Pot créixer fins als 14 metres d'alçada, però habitualment, per obtenir un millor rendiment productiu, es cultiva una subespècie nana que només arriba fins als 6 metres.
La llavor de l'anacard es consumeix generalment com un fruit sec, com a snack, però també com a ingredient de diverses receptes de cuina o processat en forma de formatge o de mantega. Les al·lèrgies causades per l'anacard són provocades per proteïnes comunes a altres fruits secs. El fals fruit o pera de l'anacard té un color entre groc i vermellós, i de la seva polpa se n'extreu un suc de gust dolç i astringent que es pot fermentar i destil·lar per obtenir un licor. Els derivats de la closca de la llavor serveixen per produir lubrificants, impermeables i pintures, i, des de la Segona Guerra Mundial, per fabricar armament.
L'anacard és un arbre d'origen brasiler que es va escampar durant l'època de la colonització. És parent del Semecarpus anacardium, un arbre originari de l'Índia. L'any 2019 es van produir al món gairebé quatre milions de tones d'anacard, amb la Costa d'Ivori i l'Índia entre els productors capdavanters.

## Etimologia

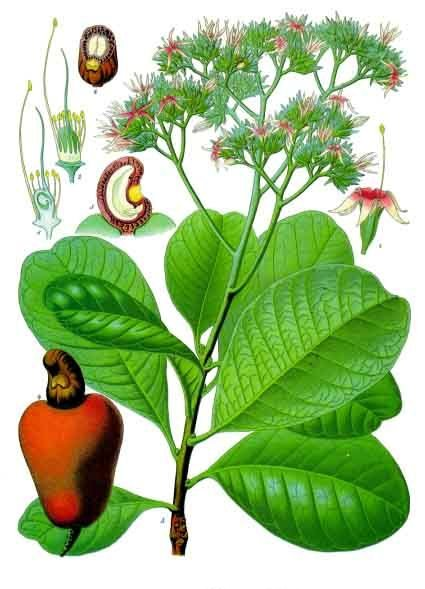
Anacardium occidentale, del llibre Plantes medicinals, de Köhler (1887)

El nom genèric Anacardium es compon del prefix grec ana- (grec antic: ἀνά-, aná, amunt, dalt), el substantiu cardia (grec antic: καρδία, kardía, cor) i el sufix neollatí -ium. Possiblement es refereix a la forma de cor que té la fruita.
Al Brasil, d'on procedeix, rep els noms de cajueiro (l'arbre), caju (pronunciat "cajú", el fals fruit) i castanha de caju (la llavor). La paraula caju prové del terme tupí acaiú, que significaria fruit de les branques travades. En anglès s'ha adaptat el mot portuguès i s'ha format cashew.
En català, tant l'arbre com la llavor reben el nom d'anacard, mentre que del fals fruit se'n pot dir anarcard o pera de l'anacard.

## Hàbitat i creixement
L'espècie és nativa del Brasil nord-oriental i durant el segle XVI la van escampar arreu del món els exploradors portuguesos, que la van dur fins a Goa i d'allà la van portar al Sud-est d'Àsia i també a l'Àfrica. Els colons portuguesos assentats al Brasil van començar l'exportació d'anacards en la dècada del 1550.
L'arbre de l'anacard és perenne i de grans dimensions, ja que pot créixer fins als 14 metres. El tronc, però, és curt i sovint de forma irregular. El cajueiro més gran del món és a Pirangi do Norte, a prop de Natal (Rio Grande do Norte). Cobreix una superfície de 8.500 m², més de 70 cops la d'un espècimen normal, i ha esdevingut una atracció turística de la regió.
Les fulles de l'anacard estan distribuïdes en espiral, són gruixudes, de forma el·líptica o també obovada, mesuren entre 4 i 22 cm de llargada i de 2 a 15 cm d'amplada, amb la vora llisa.
Les flors s'agrupen en una panícula o corimbe de fins a 26 cm de llarg. Són petites i de color verd clar al principi i després es tornen d'un to rogenc, amb cinc pètals acabats en punta, d'uns 7 a 15 mm de longitud.
El fruit de l'anacard és una infructescència (de vegades anomenada pseudocarp o fruita falsa). El que sembla una fruita és, de fet, un hipocarp, ovalat o en forma de pera, que es desenvolupa a partir del pedicel i el receptacle de la flor. Quan aquesta pera madura es torna groga o vermella i mesura entre 5 i 11 cm de llarg.
El veritable fruit de l'anacard és una drupa en forma de ronyó o de guant de boxa. Aquesta drupa és la que es desenvolupa primer en l'arbre i posteriorment el peduncle s'expandeix per esdevenir el fals fruit. La drupa conté una única llavor, que en sentit culinari es tracta com un fruit sec. La llavor està envoltada per una closca doble que conté un resina al·lergògena fenòlica que rep el nom d'àcid anacàradic i causa una forta irritació epidèrmica. Químicament està relacionat amb l'oli tòxic urushiol, present en l'heura metzinosa i en l'arbre de laca.

## Usos

### Llavor

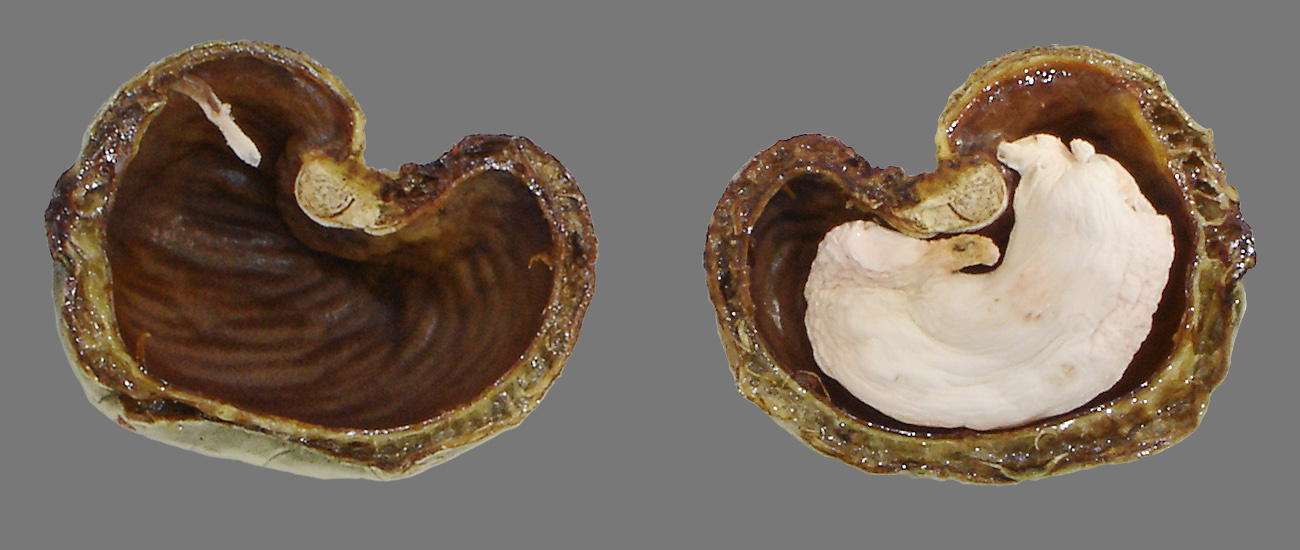
Tall transversal d'una llavor d'anacard.

Els anacards s'utilitzen en la gastronomia del sud d'Àsia tant per cuinar postres com curris, ja sigui com a guarniment o bé triturats i formant part de la base de la recepta. A l'excolònia portuguesa de Goa se li dona aquest mateix us. La farina d'anacard es fa servir a l'Índia en la preparació de diverses llaminadures i postres. Els anacards també s'utilitzen en la tradició culinària tailandesa i xinesa, generalment amb les llavors senceres.
A les Filipines, l'anacard és un producte típic de la ciutat d'Antipolo i es menja acompanyant el suman, un pastís d'arròs i llet de coco. A la província de Pampanga també es preparen unes postres dolces, els turrones de casoy, semblants al torrons alacantins, però substituint l'ametlla per l'anacard.
En el segle XXI, el cultiu d'anacards ha augmentat en diversos països africans per obtenir llet d'anacard i així donar abast a la demanda de llet vegetal, alternativa a la llet de vaca tradicional. A Moçambic i a Sud-àfrica és tradicional el bolo polana, un pastís preparat amb pols d'anacard i puré de patates com a ingredients principals.
Al Brasil, la llavor i la polpa es fan servir en la producció de llaminadures, sucs i begudes alcohòliques com la cachaça, i també se'n fan derivats com farina, llet o formatge. A Panamà, l'anacard es cuina a foc lent amb aigua i sucre per obtenir una confitura anomenada dulce de marañón.

### Closca

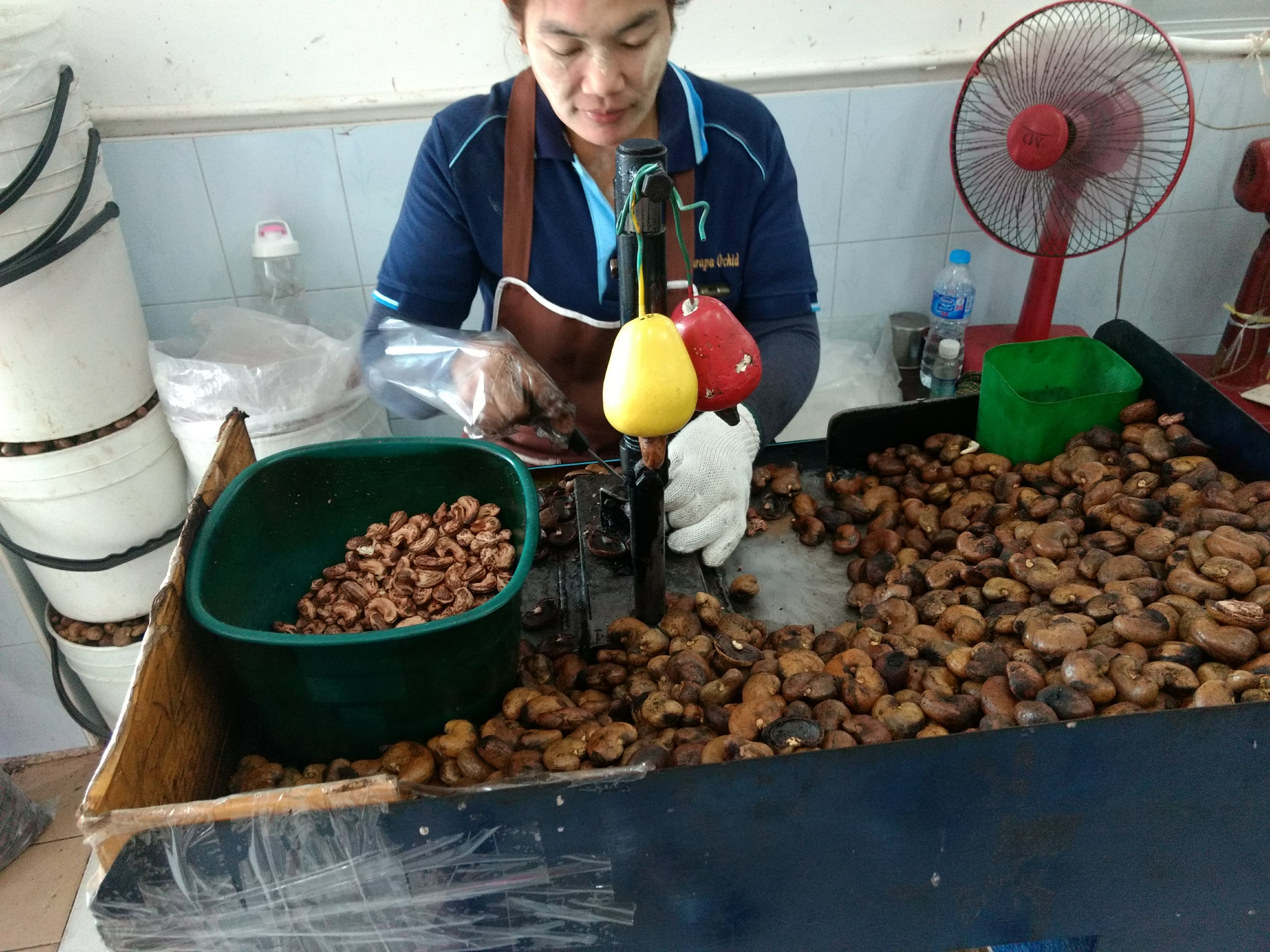
Una dona fa servir una màquina per pelar anacards a Phuket, a Tailàndia. Noteu l'ús de guants protectors.

Com que la closca de la llavor d'anacard conté olis que poden causar dermatitis de contacte, no s'acostuma a vendre al consumidor. En canvi, es pot aprofitar industrialment, ja que se'n pot extreure cardanol, que pot tenir aplicació en el camp dels nanomaterials i en la biotecnologia.

### Fals fruit
El fals fruit de l'anacard, un cop ha madurat, es pot menjar fresc i també es pot fer servir en receptes de curris o, fermentat, com a vinagre. A l'Índia i al Brasil també s'utilitza per fer conserves, chutneys i melmelades. En molts països, sobretot de l'Amèrica del Sud, s'afegeix en combinats tant de begudes alcohòliques com no alcohòliques. Les peres d'anacard són peribles, amb una vida útil curta, cosa que fa que no s'acostumin a comercialitzar a gran escala.
Per evitar el sabor astringent del fals fruit, abans de consumir-lo es pot cuinar al vapor o bullir durant cinc minuts, per després rentar-lo amb aigua freda. A Cambodja, on l'anacard s'acostuma a tractar com un arbre ornamental, la pera té categoria gurmet i es menja amb una mica de sal.
A Goa, el pseudocarp s'esprem quan ja està madur i el suc extret es reserva per a un procés de fermentació que dura dies i que dona com a resultat una beguda anomenada neero. Si passa per un procés de destil·lació doble, la beguda alcohòlica resultant és l'anomenat feni, que conté entre un 40 i un 42% d'alcohol. Si, en lloc de destil·lar-se dos cops, se segueix un procés únic, el producte rep el nom d'urrak i té un 15% de graduació alcohòlica. A Tanzània, el peduncle és deshidratat, rehidratat, fermentat i destil·lat i el resultat és un licor fort anomenat gongo en suahili.

## Cultiu i producció
| Producció d'anacards, any 2019          | Producció d'anacards, any 2019      |
| --------------------------------------- | ----------------------------------- |
| País                                    | Pes (amb la closca) Tones mètriques |
| Costa d'Ivori                           | 792.678                             |
| Índia                                   | 743.000                             |
| Burundi                                 | 283.328                             |
| Vietnam                                 | 283.328                             |
| Filipines                               | 242.329                             |
| Tanzània                                | 225.106                             |
| Benín                                   | 204.302                             |
| Mali                                    | 167.621                             |
| Guinea Bissau                           | 166.190                             |
| Brasil                                  | 138.754                             |
| Mundial                                 | 3.960.680                           |
| Font: Servei d'Estadístiques de la FAO. |                                     |

L'anacard és un arbre alt (de fins a 14 m) que triga tres anys a començar a produir fruit i vuit abans d'oferir collites econòmicament rendibles. Hi ha subespècies recents, com l'anacard nan, que només arriba als 6 m d'alçada i redueix el temps d'espera per collir fruit: un any per a la primera recol·lecta i tres per donar beneficis. Una plantació d'anacard nan té una ràtio de producció d'una tona per hectàrea, quatre cops superior a la del seu germà gran. Amb l'ús d'empelts i altres tècniques de cultiu, la producció i la sostenibilitat d'aquestes plantacions d'anacards encara poden augmentar.
L'arbre es conrea als tròpics, entre 25°N i 25°S. S'adapta perfectament a les regions càlides de terres planeres de poca altitud amb una estació seca prolongada, on també creixen arbres com el mango i el tamarinde.
El 2014, el ràpid creixement dels camps de cultiu a la Costa d'Ivori va convertir aquest país africà en el primer exportador mundial. Però les fluctuacions en els preus de mercat i l'augment progressiu dels costos de producció han rebaixat les expectatives d'aquest sector.
El 2019, la producció global de llavors d'anacard (fruit sec) va ser de 3.960.680 tones, encapçalada per la Costa d'Ivori i l'Índia, que acumulen el 39% del total mundial. D'altra banda, el Vietnam és el país amb més processament industrial d'anacard del món.

## Composició

### Informació nutricional
La llavor crua de l'anacard està formada per: 5% d'aigua, 30% de carbohidrats, 44% de greix i 18% de proteïna. 100 grams d'anacard cru proporcionen: 553 calories, el 67% de la quantitat diària recomanada (RDI) de greixos totals, el 36% RDI de proteïna, el 13% RDI de fibra i l'11% RDI de carbohidrats. L'anacard és una font rica (> 20% RDI) de minerals, incloent particularment coure, manganès, fòsfor i magnesi (79-110% RDI) i de tiamina, vitamina B6 i vitamina K (32-37% RDI). Ferro, potassi, zinc i seleni també estan presents en una quantitat significativa (14-61% RDI). També conté 113 mil·ligrams de fitosterol (β-sitosterol).

### Al·lèrgies
Algunes persones són al·lèrgiques als anacards, però, per norma general, aquests són menys al·lergogens que d'altres nous o que els cacauets. Es calcula que entre un 6% d'infants i un 3% d'adults poden presentar reaccions al·lèrgiques, que poden variar d'una anafilaxi amb síntomes lleus a suposar un risc mortal. Els euro-descendents són més propensos a desenvolupar al·lèrgies als anacards. Aquestes al·lèrgies són provocades per les proteïnes trobades dins de la closca de la llavor - tret que no desapareix en cuinar-les. A més de les reaccions al·lèrgiques als anacards per una ingestió directa, també es podrien donar per la presència de traces del fruit sec durant la producció dels seus derivats.

## Altres usos

### Oli de la llavor
L'oli de la llavor d'anacard és un líquid de color groc fosc, que s'utilitza per cuinar o per amanir l'enciam. Prové del premsat en fred de les llavors.

### Oli de la closca
L'oli extret de la closca d'anacard (les sigles en anglès són CNSL, número de registre del CAS 8007-24-7) és una resina natural groguenca trobada a l'estructura de cel·les de la closca de la llavor de l'anacard. Aquest subproducte és un fort irritant i, per tant, un risc en cas de ser processat artesanalment. S'empra com a matèria primera per l'elaboració de fàrmacs, antioxidants, fungicides i biomaterials. També s'empra en la medicina tradicional i com a repel·lent anti-tèrmits en el tractament de la fusta.
Aquest oli fenòlic natural té interessants característiques en la seva estructura química que poden ser modificades per crear un espectre ample de monòmers de base biològica. Aquests inclouen polialcohols, els quals recentment han vist la seva demanda augmentada per disposar d'atributs químics claus com: reactivitat alta, rang de funcionalitats, reducció d'agents infladors i propietats ignífugues.

### Altres derivats
A més dels usos que es donen als fruits de l'anacard, la pròpia planta pot tenir diversos destins. Per exemple, a Cambodja, de l'escorça s'obté un tint groc, la fusta s'utilitza per fabricar barques i cases i els troncs per produir carbó. L'oli de les closques es pot utilitzar com un agent conservant impermeable per vernissos o ciment, com a lubrificant o com a segellador per fusta. El seu suc, quan s'oxida per l'exposició a l'aire, passa a ser un líquid negre que es converteix en tinta indeleble.
L'oli d'anacard pot fer-se servir com a additiu en la producció de pinso per animals de granja. Les fulles de l'arbre de l'anacard es poden emprar com a farratge.